# Mathurin Blanchet
Pour les articles homonymes, voir Blanchet.
Mathurin Blanchet, né Gressan le 3 mars 1892 et mort le 9 novembre 1974, est un ecclésiastique valdôtain qui est évêque d'Aoste de 1946 à 1968.

## Biographie
Ange Mathurin Blanchet nait au hameau Viseran à Gressan le 3 mars 1892 de Pierre-Aimable, âgé de 41 ans « agricole », et son épouse, Caroline de feu Joseph Celesia, âgée de 31 ans née à Charvensod.
Il fait profession comme Oblat de Marie-Immaculée le 18 octobre 1920 et devient prêtre le 29 juin 1921. Il est le supérieur de la Maison de Pescara lorsqu'il est nommé évêque d'Aoste par le pape Pie XII le 18 février 1946. Consacré à Rome le 3 mars 1946 dans la Basilique Sainte-Marie-des-Anges-et-des-Martyrs  par Jean-Marie-Rodrigue Villeneuve archevêque de Québec et curé titulaire de la paroisse, assisté de Leone Giovanni Battista Nigris (de) archevêque titulaire de Philippes (de) et Légat apostolique en Albanie (en) et de Carlo Alberto Ferrero di Cavallerleone (de) évêque titulaire de Trébizonde (de). Il fait son entrée dans son diocèse le 28 avril. Il participe aux quatre sessions du Concile Vatican II (1962-1965).
Pendant son épiscopat, Mathurin Blanchet fonde ou refonde sept nouvelles paroisses, dont cinq à Aoste (Saint-Martin-de-Corléans, Sainte-Marie-Immaculée, Saint-Anselme, Signayes et Porossan), ainsi que celles de Champoluc et Entrèves, il convoque trois congrès eucharistiques, il fait six fois la visite pastorale du diocèse et ordonne 78 prêtres. Il se démet de son évêché le 15 octobre 1968. Il est alors nommé le 15 octobre de la même année évêque titulaire de Limata (de) en Algérie. Il meurt au prieuré Saint-Jacquême à Saint-Pierre le 9 novembre 1974 en portant le titre d'« évêque émérite d'Aoste ».